# Redo
Redo es una localidad española del municipio de Camaleño, perteneciente a la comunidad autónoma de Cantabria. 

## Geografía
La localidad está ubicada a 450 m s. n. m. y a dos kilómetros de la capital municipal, Camaleño. Es un barrio muy próximo a Mogrovejo.

## Historia
Hacia mediados del siglo XIX, el lugar era referido como una aldea ya por entonces perteneciente al municipio de Camaleño. Aparece descrito en el decimotercer volumen del Diccionario geográfico-estadístico-histórico de España y sus posesiones de Ultramar de Pascual Madoz con las siguientes palabras:

REDO: ald. en la prov. de Santander, part. jud. de Potes; corresponde al l. de Mogrovejo.
(Madoz, 1849, p. 392)

En 2023, la entidad singular de población de Beares tenía empadronados 37 habitantes, todos ellos en el núcleo de población de ese nombre.

## Patrimonio
Hay una ermita dedicada a San Pedro, de origen románico. 